# Origanum vulgare
Origanum vulgare, comúnmente conocida como orégano, es una especie de la familia Lamiaceae (antes llamada Labiaceae), nativa de la región mediterránea y el oeste o suroeste de Eurasia. Se usa como condimento y en la preparación de infusiones herbales. Las partes utilizadas son las brácteas de la inflorescencia, tanto frescas como secas, aunque secas poseen mucho más sabor y aroma.[cita requerida]

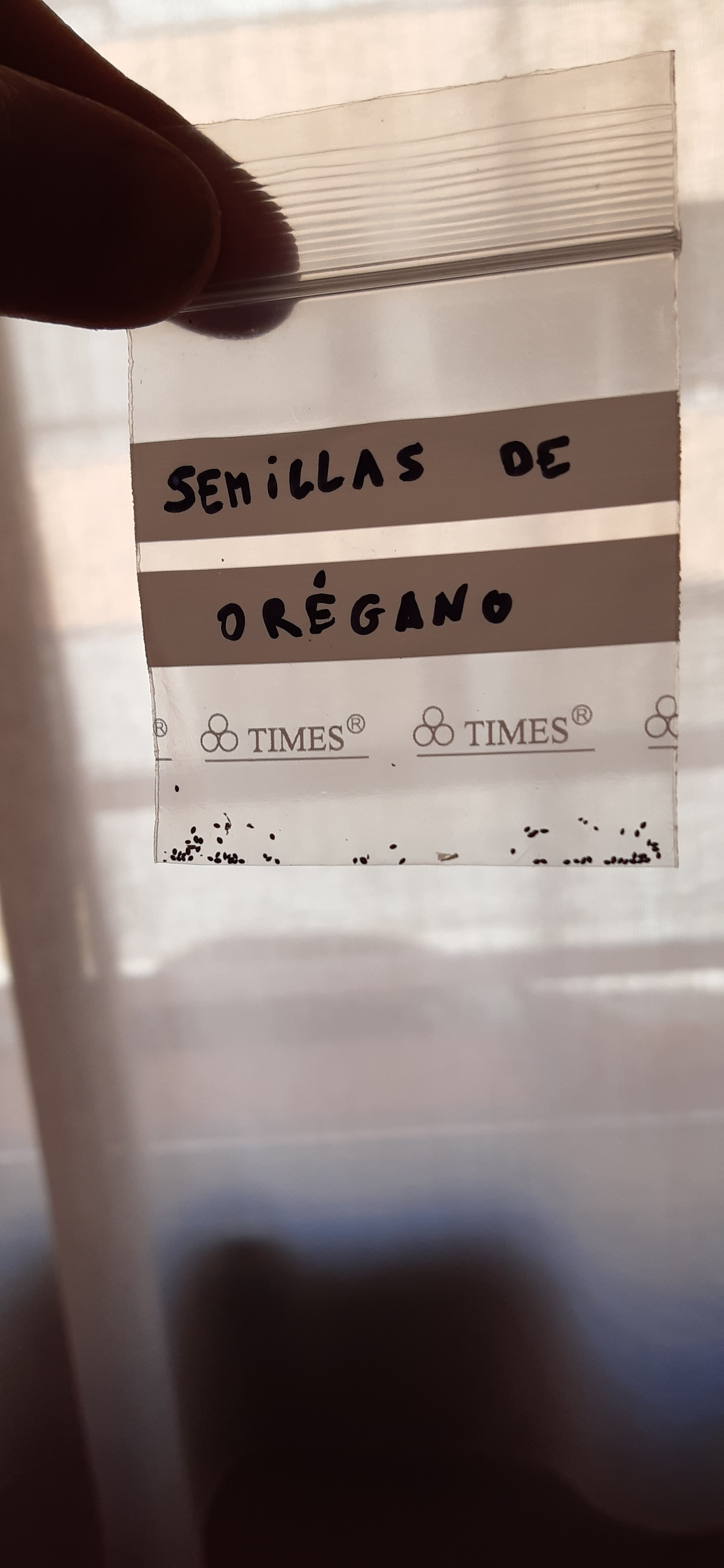
Semillas de orégano

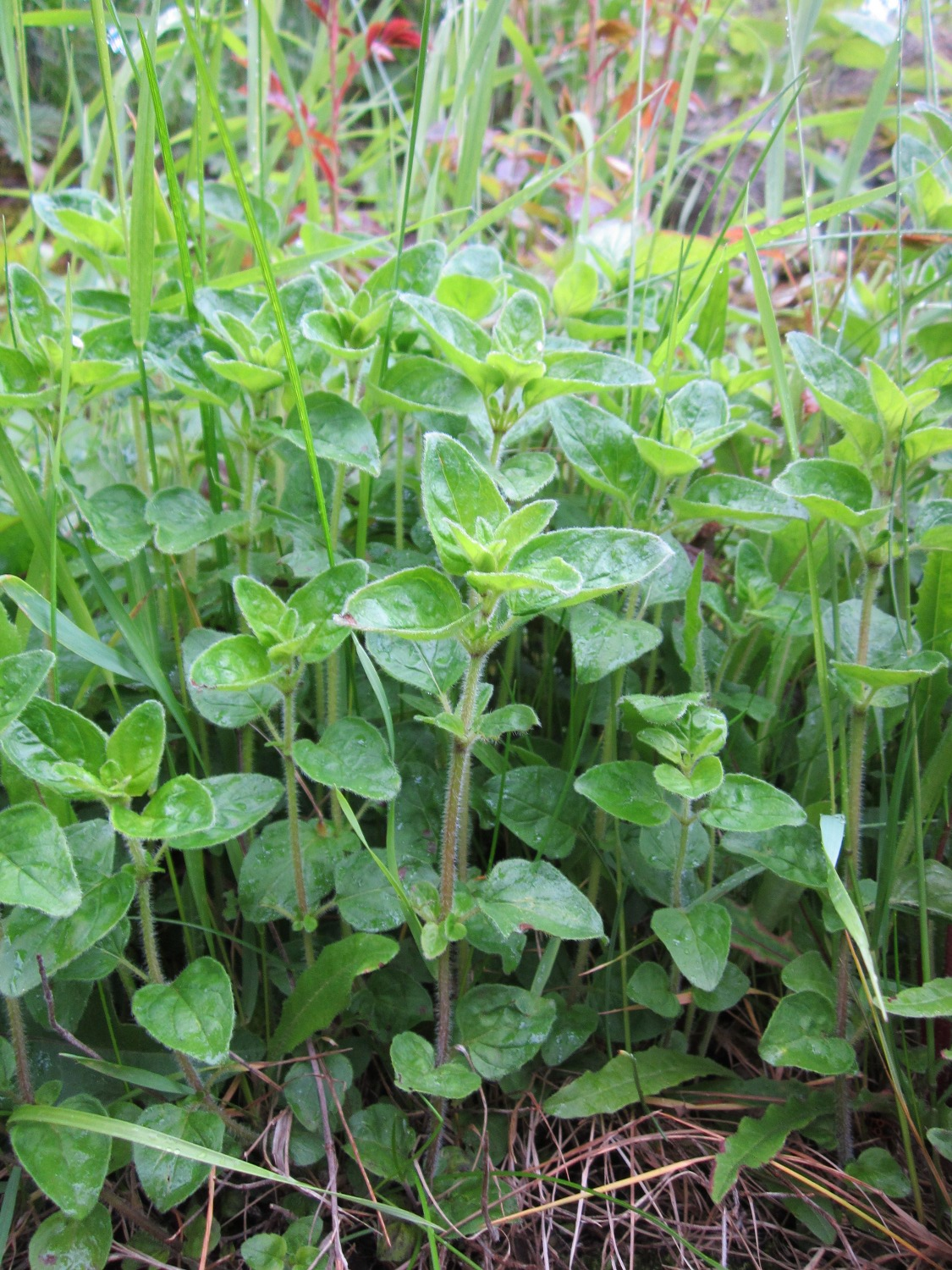
Vista de la planta

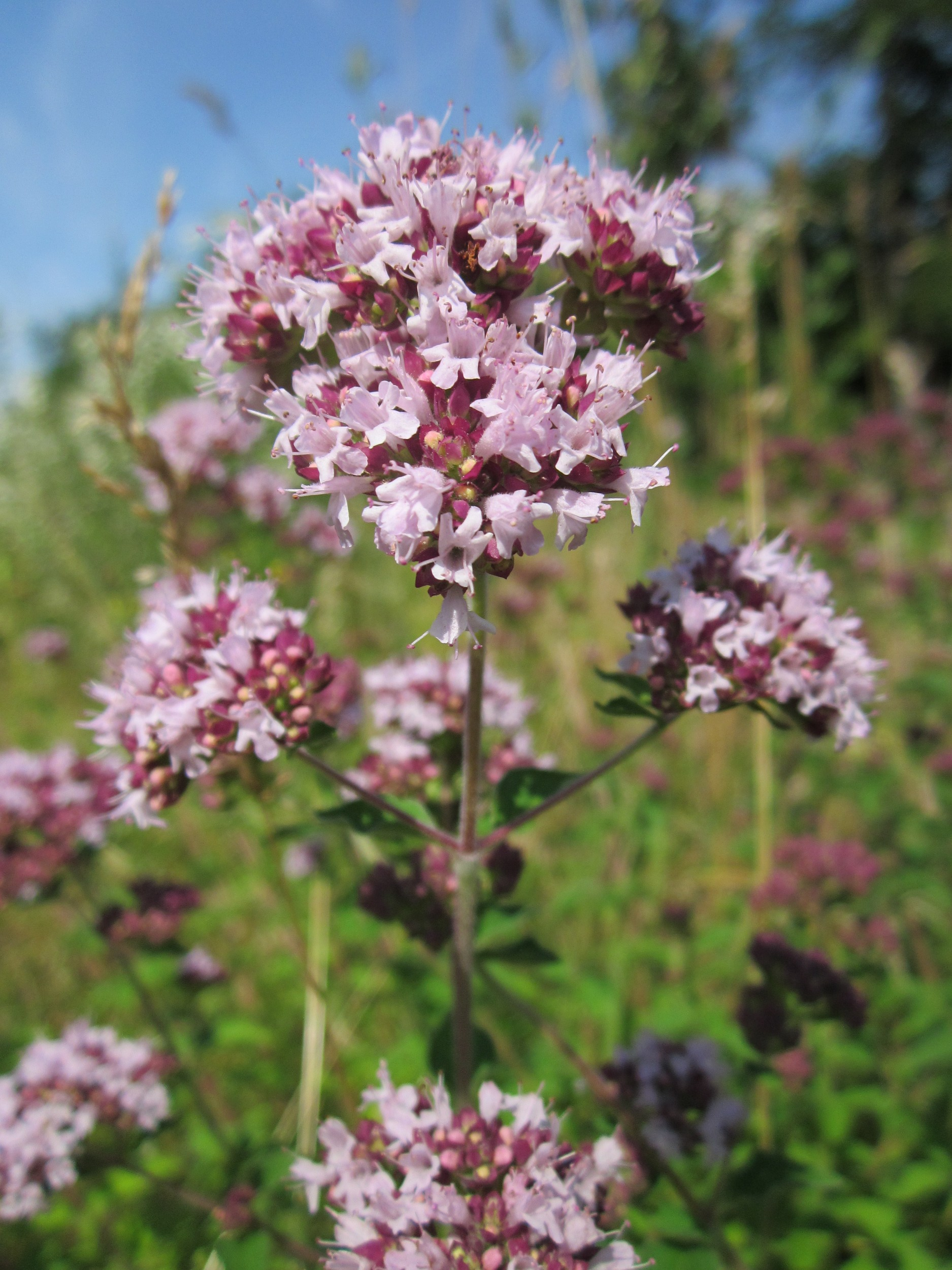
Inflorescencia

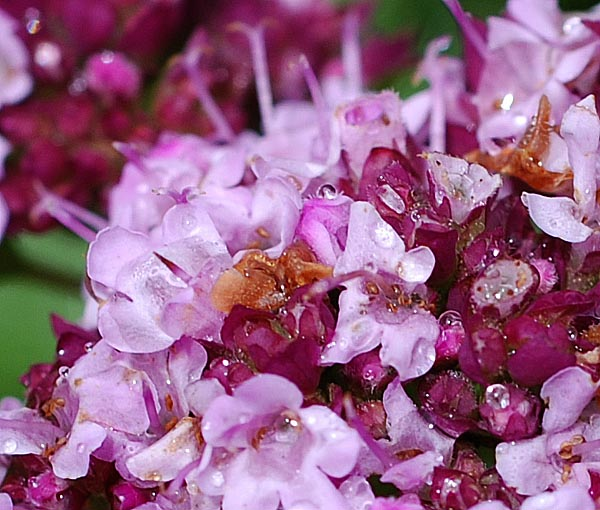
Detalle de la flor

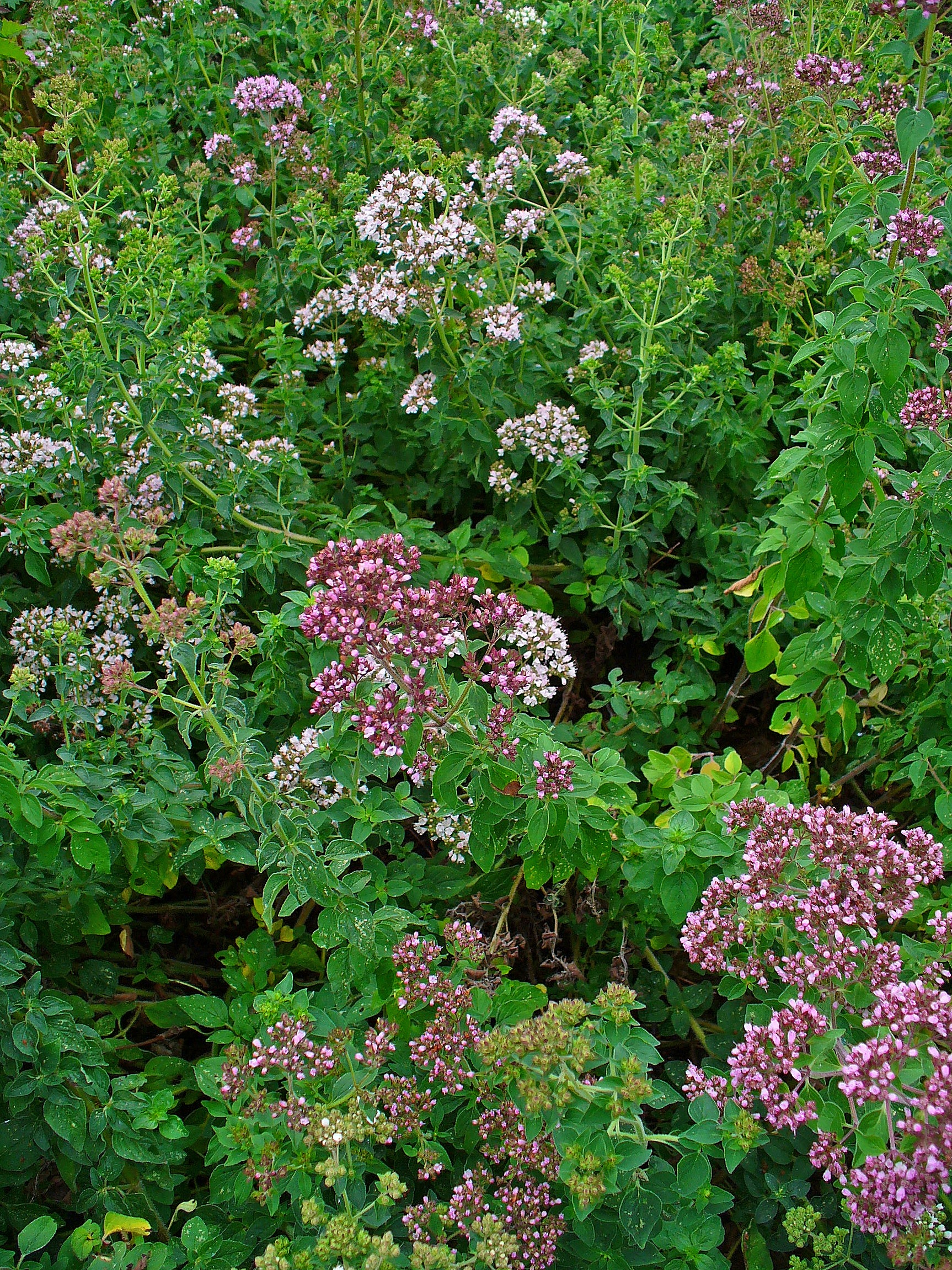
En su hábitat

## Descripción
Es una hierba perenne que forma un pequeño arbusto achaparrado de unos 45 cm de alto. Los tallos, de forma cuadrada, que a menudo adquieren una tonalidad rojiza, se ramifican en la parte superior y tienden a deshojarse en las partes inferiores. Las hojas surgen opuestas, ovaladas y anchas de entre 2 y 4 cm, con bordes enteros o ligeramente dentados y con vellosidad en el haz. Sus diminutas flores, de color blanco o rosa, que nacen en apretadas inflorescencias terminales muy ramificadas, están protegidas por diminutas hojas de color rojizo.
La esencia aromática, de color amarillo limón, está compuesta por un estearópteno y dos tipos de fenoles, principalmente carvacrol y timol en menor proporción, se encuentra en glándulas repartidas por toda la planta. Las raíces contienen estaquiosa y los tallos sustancias tánicas.
La especie emparentada, Origanum majorana, procedente de Asia Menor, tiene un sabor totalmente diferente, ya que su aceite esencial carece de compuestos fenólicos. Algunos cruces entre ambas especies (el orégano dorado, también llamado mejorana dorada) poseen un sabor intermedio.

## Medicina popular
Se considera una panacea para muchos tipos de dolencias. Sus propiedades han sido ampliamente estudiadas, siendo las más importantes su actividad antioxidante, antiinflamatoria,antimicrobiana, antifúngica y, en estudios bastante primarios, antitumoral y antiséptica. También se le considera analgésica, digestiva, aperitiva, carminativa, emenagoga, emoliente, expectorante, anticatarral, sudorífica, diurética, hipotensora y tranquilizante. 
En la medicina popular, la infusión de orégano ha sido utilizada como un auxiliar en el tratamiento de la tos.
Hipócrates utilizaba el orégano como antiséptico, así como una cura para el estómago y las enfermedades respiratorias. Un orégano cretense (Origanum_dictamnus) todavía se utiliza hoy en Grecia como un paliativo para el dolor de garganta.
El orégano tiene una alta actividad antioxidante, debido a un alto contenido de ácidos fenólicos y flavonoides. En estudios de probeta, también se ha demostrado actividad antimicrobiana contra cepas de los patógenos transmitidos por los alimentos Listeria monocytogenes.
En la medicina tradicional austríaca se ha utilizado, tanto interna como externamente, para el tratamiento de trastornos del tracto gastrointestinal, el tracto respiratorio y el sistema nervioso.
Principios activos
El flavonol retusin se puede encontrar en Origanum vulgare.
El orégano se usa en cigarrillos y se fuma para estimular la memoria por ser una droga nootrópica.
El aceite esencial de orégano se compone principalmente de monoterpenoides y monoterpenos. Sin embargo, las concentraciones de los compuestos específicos varían ampliamente, dependiendo de la ubicación geográfica y otros factores variables. Se han identificado más de 60 compuestos diferentes, siendo los principales el carvacrol y timol, que van desde 0 hasta más del 80 %, mientras que los compuestos abundantes menores incluyen p-cimeno, γ-terpineno, cariofileno, spathulenol, germacreno-D, alcohol β-fenchyl y δ-terpineol.
El secado del material vegetal afecta tanto a la cantidad y distribución de los compuestos volátiles, con métodos que utilizan mayor calor y tiempos de secado más largos que tienen un mayor impacto negativo. Una muestra de material de la planta entera fresca mostró que contenía 33 g/kg de peso seco (3,1 g/kg húmedo) disminuyó por debajo de un tercio después del calentamiento secado por convección de aire. Hacia el final de la temporada de crecimiento se encuentran concentraciones mucho más elevadas de compuestos volátiles.

## Usos culinarios
El orégano es una hierba aromática muy apreciada gastronómicamente, ya que aporta una intensa personalidad a las elaboraciones en las que participa como condimento, llegando a influir incluso en el lenguaje (la expresión "No todo el monte es orégano", que alude tanto a la cocina como a su origen etimológico, significa "hierba que alegra el monte"). Entre los platos más significativos en los que el orégano se añade como aromatizante figuran los mojos, adobados y salsas como la boloñesa. Destaca su presencia en la cocina mediterránea, y especialmente en la italiana, donde es un sabor muy característico. Es un ingrediente habitual en recetas como lasaña, Torta di Ricota, sopa criolla, enchiladas mineras, pizza, tomates al horno, pechugas de pollo a la napolitana, sopa de coliflor, patatas guisadas, pan de ajo, atún zahareño, pirozhki (bollos rusos rellenos) o fricandó. 
También es significativo su uso en España, donde juega un papel fundamental en la elaboración de platos tradicionales hechos a base de cerdo tras la época de su matanza: la morcilla, chorizo, chicharrones, zurrapa de lomo, manteca colorá, etc. Figura como una de las principales especias en el preparado de adobo para carnes y pescado frito, el escabeche, caracoles, salsas como el mojo canario, sopas, potajes, guisos de carne (cordero, ternera, cacería...), así como en el aliño de aperitivos como las aceitunas de mesa y encurtidos. Se suele tomar infusionado para diversas dolencias, a veces con otras hierbas y miel como edulcorante.

## Taxonomía

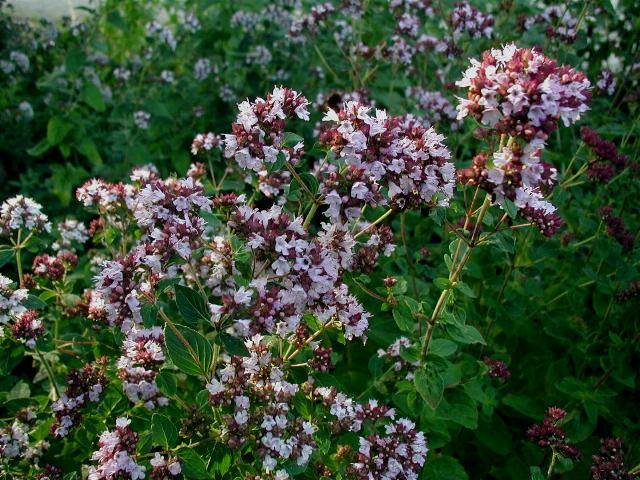
Origanum Vulgare.

Origanum vulgare fue descrita por Carlos Linneo y publicado en Species Plantarum 2: 590. 1753.
Etimología
Ver: Origanum
vulgare: epíteto latín que significa "vulgar, común".

## Variedades y sinonimia

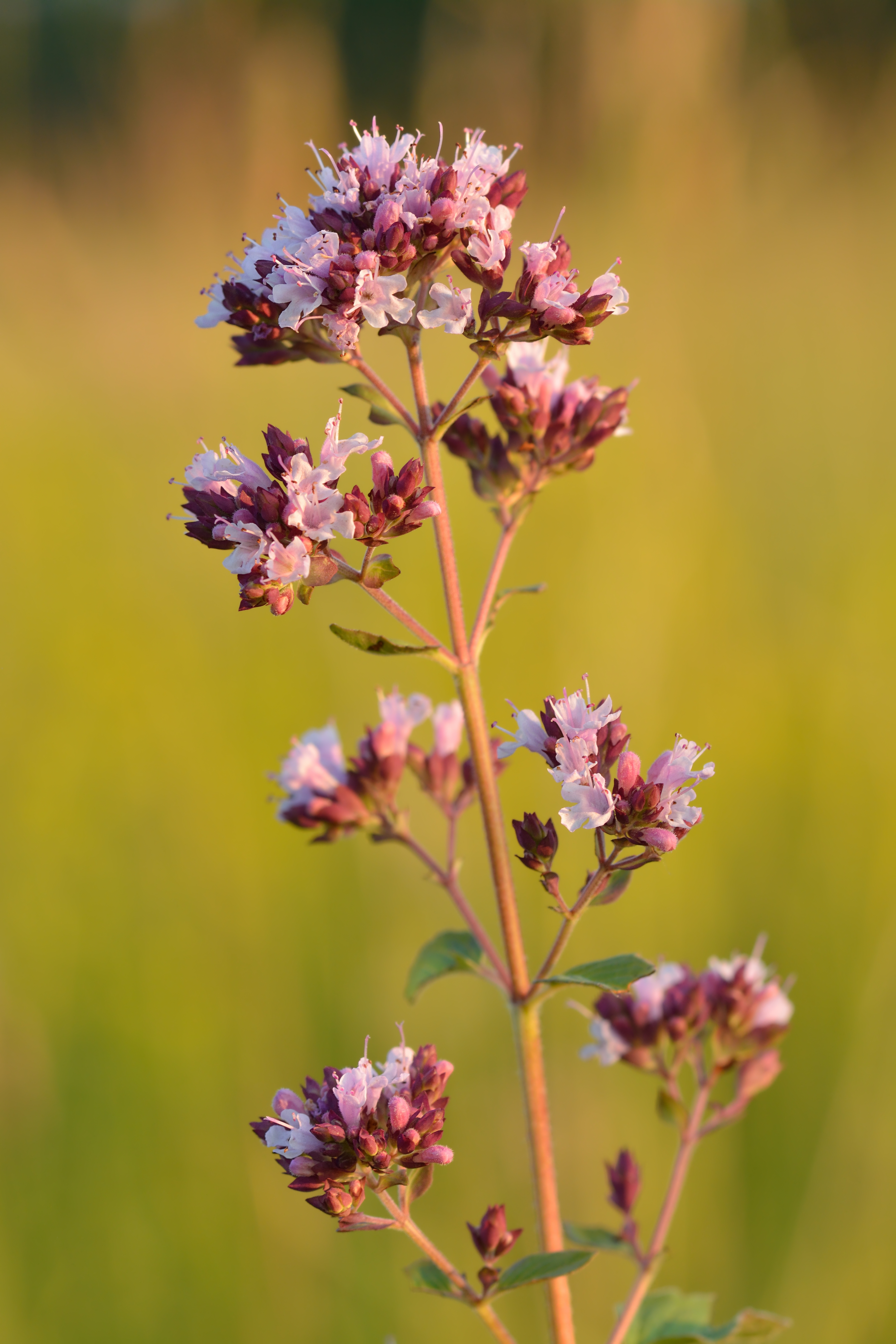
Flores.

Origanum vulgare. De Macaronesia hasta China.
- Thymus origanum Kuntze, Taschen-Fl. Leipzig: 106 (1867).

subsp. glandulosum (Desf.) Ietsw., Leiden Bot. Ser. 4: 110 (1980). del norte de Argelia y Túnez.
- Origanum glandulosum Desf., Fl. Atlant. 2: 27 (1798).

subsp. gracile (K.Koch) Ietsw., Leiden Bot. Ser. 4: 111 (1980). De Turquía hasta Asia central.
- Origanum gracile K.Koch, Linnaea 21: 661 (1849).
- Origanum tyttanthum Gontsch., Index Seminum (Bot. Sect. Tadshik. Akad. Sc. URSS) 1934: 12 (1934).
- Origanum kopetdaghense Boriss., Bot. Mater. Gerb. Bot. Inst. Komarova Akad. Nauk S.S.S.R. 16: 280 (1954).
- Origanum glaucum Rech.f. & Edelb., Biol. Skr. 8(1): 76 (1955).

subsp. hirtum (Link) Ietsw., Leiden Bot. Ser. 4: 112 (1980). Del sudeste de Europa hasta Turquía.
- Origanum hirtum Link, Enum. Hort. Berol. Alt. 2: 114 (1822).
- Origanum megastachyum Link, Enum. Hort. Berol. Alt. 2: 114 (1822).
- Origanum smyrnaeum Sm. in J. Sibthorp & J.E.Smith, Fl. Graec. 6: 57 (1827).
- Origanum heracleoticum Benth., Labiat. Gen. Spec.: 336 (1834), nom. illeg.
- Origanum neglectum Vogel, Linnaea 15: 81 (1841).
- Origanum illyricum Scheele, Flora 26: 574 (1843).
- Origanum latifolium Scheele, Flora 26: 574 (1843), nom. illeg.
- Majorana neglecta (Vogel) Walp., Repert. Bot. Syst. 3: 697 (1844).

subsp. virens (Hoffmanns. & Link) Ietsw., Leiden Bot. Ser. 4: 115 (1980). De Macaronesia y oeste del Mediterráneo.
- Origanum virens Hoffmanns. & Link, Fl. Portug. 1: 119 (1809).
- Origanum macrostachyum Hoffmanns. & Link, Fl. Portug. 1: 120 (1809).
- Origanum virescens Poir. in J.B.A.M.de Lamarck, Encycl., Suppl. 4: 186 (1816).

subsp. viridulum (Martrin-Donos) Nyman, Consp. Fl. Eur.: 592 (1881). Del sur de Europa hasta el Himalaya.
- Origanum viridulum Martrin-Donos, Fl. Tarn: 551 (1864).
- Origanum heracleoticum L., Sp. Pl.: 589 (1753).
- Origanum minus Garsault, Fig. Pl. Méd.: t. 430b (1764), opus utique oppr.
- Origanum humile Mill., Gard. Dict. ed. 8: 4 (1768).
- Origanum oblongatum Link, Enum. Hort. Berol. Alt. 2: 114 (1822).
- Origanum parviflorum d'Urv., Mém. Soc. Linn. Paris 1: 327 (1822).
- Origanum normale D.Don, Prodr. Fl. Nepal.: 113 (1825).
- Origanum wallichianum Benth. ex Wall., Numer. List: 1565 (1829), nom. inval.
- Origanum angustifolium K.Koch, Linnaea 21: 661 (1849).
- Origanum pruinosum K.Koch, Linnaea 21: 663 (1849).
- Origanum semiglaucum Boiss. & Reut. ex Briq., Lab. Alp. Mar.: 484 (1895), pro syn.
- Origanum viride (Boiss.) Halácsy, Consp. Fl. Graec. 2: 554 (1902).
- Origanum gussonei Tineo ex Lojac., Fl. Sicul. 2(2): 195 (1907), nom. illeg.
- Origanum strobilaceum Mobayen & Gahraman, Bull. Soc. Bot. France 125: 389 (1978).

subsp. vulgare. De Europa al centro de China.
- Origanum creticum L., Sp. Pl.: 589 (1753).
- Origanum majus Garsault, Fig. Pl. Méd.: t. 430a (1764), opus utique oppr.
- Origanum latifolium Mill., Gard. Dict. ed. 8: 3 (1768).
- Origanum orientale Mill., Gard. Dict. ed. 8: 5 (1768).
- Origanum anglicum Hill, Veg. Syst. 17: 35 (1770).
- Origanum purpurescens Gilib., Fl. Lit. Inch. 1: 64 (1782), opus utique oppr.
- Origanum officinale Gueldenst., Reis. Russland 2: 287 (1791).
- Origanum floridum Salisb., Prodr. Stirp. Chap. Allerton: 85 (1796).
- Origanum micranthum Colla, Hortus Ripul., App. 4: 53 (1830).
- Origanum heracleoticum Rchb., Fl. Germ. Excurs.: 313 (1831), nom. illeg.
- Origanum stoloniferum Besser ex Rchb., Fl. Germ. Excurs.: 313 (1831).
- Origanum thymiflorum Rchb., Fl. Germ. Excurs.: 313 (1831).
- Origanum laxiflorum Royle ex Benth., Hooker's J. Bot. Kew Gard. Misc. 3: 376 (1833).
- Origanum loureiroi Kostel., Allg. Med.-Pharm. Fl. 3: 768 (1834).
- Origanum decipiens Wallr. ex Benth., Labiat. Gen. Spec.: 728 (1835).
- Origanum americanum Raf., Fl. Tellur. 3: 86 (1837).
- Origanum capitatum Willd. ex Benth., Linnaea 11: 339 (1837).
- Origanum nutans Willd. ex Benth., Linnaea 11: 339 (1837).
- Origanum venosum Willd. ex Benth., Linnaea 11: 239 (1837).
- Oroga heracleotica Raf., Fl. Tellur. 3: 86 (1837).
- Origanum serpylliforme Fisch. & C.A.Mey., Index Seminum (LE) 11(Suppl.): 59 (1846).
- Origanum albiflorum K.Koch, Linnaea 21: 662 (1849).
- Origanum megastachyum var. hirtum Schur, Enum. Pl. Transsilv.: 524 (1866).
- Origanum watsonii A.Schlag. ex J.A.Schmidt, J. Bot. 6: 227 (1868).
- Origanum barcense Simonk., Term. Füz. 10: 182 (1886).
- Origanum elegans Sennen, Bol. Soc. Ibér. Ci. Nat. 32: 75 (1933 publ. 1934).
- Micromeria formosana C.Marquand, Hooker's Icon. Pl. 33: t. 3230 (1934).
- Origanum dilatatum Klokov, in Fl. RSS Ucr. 9: 664 (1960).
- Origanum puberulum (Beck) Klokov, in Fl. RSS Ukr. 9: 290 (1960).
- Mentha formosana (C.Marquand) S.S.Ying, Mem. Coll. Agric. Natl. Taiwan Univ. 29: 91 (1989).[16]

## Nombre común
- Castellano: furiégano, mejorana silvestre, oreganín, orégano, orégano común, orégano nano, orégano trenzado, orégano turco, orenga, órgano, oriégano, perigüel, urégano, uriégano, uriéganu.[17]